# Brickellia diffusa
Brickellia diffusa là một loài thực vật có hoa trong họ Cúc. Loài này được (Vahl) A.Gray mô tả khoa học đầu tiên năm 1852.